# Kapit (district)
Kapit is een district in de Maleisische deelstaat Sarawak.
Het district telt 56.000 inwoners op een oppervlakte van 15000 km².